# 亞歷山大·卡拉喬傑維奇

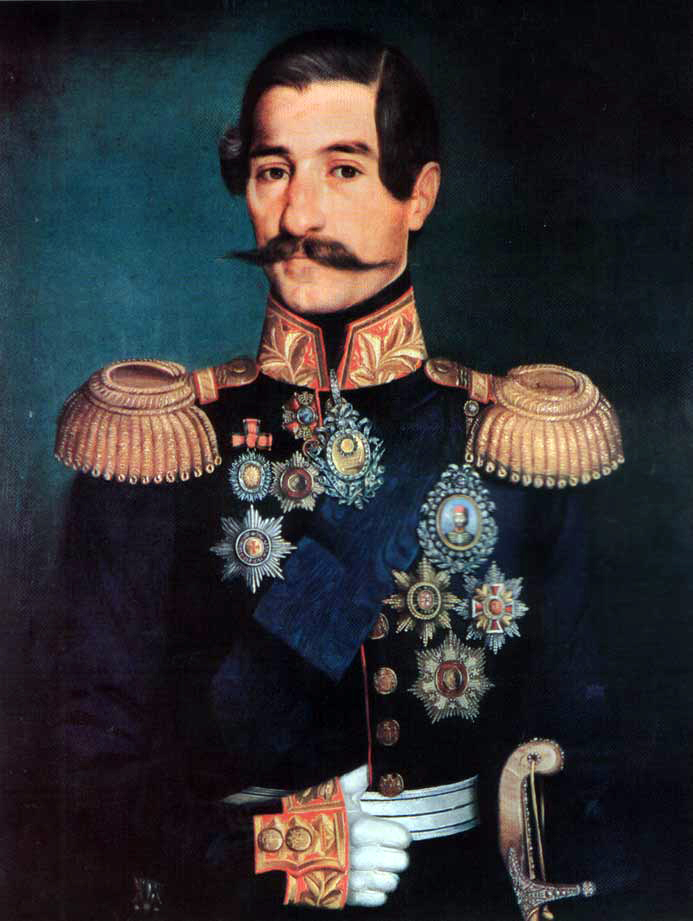
亞歷山大·卡拉喬傑維奇

亞歷山大·卡拉喬傑維奇（1806年10月11日—1885年5月3日）是塞爾維亞公國大公，卡拉喬治·彼得羅維奇之子，1842年至1858年在位。1842年的叛亂，導致米海洛·歐布雷諾維奇三世退位，亞歷山大由議會選為大公。1858年，因和議會的對立被迫退位，米海洛·歐布雷諾維奇三世復位。

## 家庭
1830年，亞歷山大與佩希達·尼納多維奇結婚，兩人共有4子3女：
1. 波列克希雅（1833年—1914年）
2. 克麗奧佩脫拉（1835年—1855年），早逝
3. 彼得（1844年—1921年）
4. 埃列娜（1846年—1867年）
5. 安德烈（1848年—1864年），早逝
6. 喬治（1856年—1889年）
7. 阿爾生（英语：Prince Arsen of Yugoslavia）（1859年—1938年），保羅親王的父親